# Pamwo Berynda

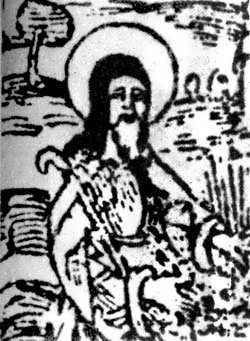
Pamwo Berynda

Pamwo Berynda (ukr. Па́мво Бери́нда), imię świeckie Pawło (ur. 1555–1560 w Jezupolu, zm. 13 lipca?/23 lipca 1632 w Kijowie) – działacz ruskiej/ukraińskiej kultury i oświaty, leksykograf, pisarz, poeta, grawer.
Pracował jako drukarz i grawer w Stratynie, Lwowie i Przemyślu, a od 1619 r. w Kijowie. Był głównym drukarzem, redaktorem i tłumaczem w Ławrze Peczerskiej.
Najważniejsza praca Beryndy to pierwszy drukowany ukraiński słownik Лексиконь словеноросский альбо имен толкование (1627). Mieści on 6982 pojęcia, słowa i imiona języka cerkiewnosłowiańskiego z przekładem na literacki język ukraiński początku XVII w.
Był jednym z prekursorów poezji i szkolnego dramatu na Ukrainie. W 1616 r. wydrukował we Lwowie świąteczny, wierszowany dialog – На Рождєство Христа вєршє для утєхи православним христіанам. Do dialogu dodane były inne wiersze dotyczące Cerkwi.
Beryndę pochowano w Ławrze Peczerskiej.